# Dabajuro (municipalité)
Pour les articles homonymes, voir Dabajuro.
Dabajuro est l'une des 25 municipalités de l'État de Falcón au Venezuela. Son chef-lieu est Dabajuro. En 2011, la population s'élève à 23 388 habitants.

## Géographie

### Subdivisions
Selon l'Institut national de statistique et contrairement à la plupart des municipalités du pays, la municipalité de Dabajuro ne comporte aucune paroisse civile.

### Localités
Outre sa capitale Dabajurol, la municipalité possède plusieurs localités, parmi lesquelles :
- El Zamuro (Pajuizal ou Paujisal)
- La Danta
- La Jagua
- Las Verotas
- Macunare